# جانلوئیجی بوفون
جانلوئیجی بوفون (به ایتالیایی: Gianluigi Buffon) (زاده ۲۸ ژانویه ۱۹۷۸) که به جی جی بوفون نیز معروف است، بازیکن پیشین و مربی فوتبال اهل ایتالیا است. بوفون یکی از برترین دروازه‌بانان در تمام ادوار فوتبال است که با پنج بار کسب عنوان بهترین دروازه‌بان جهان به همراه کاسیاس و نویر در این زمینه رکورددار است. او همچنین رکورد بیشترین تعداد بازی در سری آ را دارد.
وی که در آستانه ثبت رکورد تاریخی با حضور در ششمین جام جهانی دوران فوتبالش بود، در ۱۴ نوامبر ۲۰۱۷، پس از حذف مقابل تیم ملی سوئد در پلی‌آف مقدماتی جام جهانی و جا ماندن ایتالیا از جام جهانی ۲۰۱۸ روسیه، از فوتبال ملی خداحافظی کرد.
جی جی بوفون در تاریخ دوم اوت ۲۰۲۳ رسماً از دنیای فوتبال خداحافظی کرد.

## زندگی ورزشی
بوفون در سن ۱۲ سالگی به تیم بوناسولا و در ۱۳ سالگی به تیم پارما پیوست. او در سن ۱۳ سالگی در خط حمله به عنوان یک مهاجم بازی می‌کرد و یکسال در همین پست باقی‌ماند. در ۱۴ سالگی هر دو دروازه‌بان تیم وی مصدوم شدند و وی مجبور شد تا از دروازه دفاع کند و دو هفته در پست دروازه‌بانی ماند. پس از آن بود که کار خود را به صورت رسمی در پست دروازه‌بانی شروع کرد؛ جی جی از توماس انکونو کامرونی به عنوان الگوی خود یاد کرده است؛ و سر انجام در سال ۱۹۹۵، برای اولین بار در مقابل تیم میلان در رقابت‌های ایتالیا سری آ حاضر شد.
وی هم‌اکنون به عنوان دروازه‌بان با پیراهن شماره یک در باشگاه پارما حضور دارد. لورنزو بوفون دروازه‌بان ایتالیا در جام جهانی ۱۹۶۲، از اقوام وی بوده است.
بوفون سرانجام در تاریخ ۱۷ مه ۲۰۱۸، اعلام کرد آخرین بازی خود برای یوونتوس را در هفتهٔ آخر سری آ برابر هلاس ورونا انجام خواهد داد.
بوفون پس از اتمام رقابت‌های سری آ در فصل ۲۰۱۷–۲۰۱۸ به صورت بازیکن آزاد راهی پاریس سن ژرمن شد. او تا کنون سه بار به فینال لیگ قهرمانان اروپا رسیده اما هیچ بار طعم قهرمانی را نچشیده و در سال‌های ۲۰۰۳ و ۲۰۱۵ و ۲۰۱۷، با پیراهن یوونتوس نایب قهرمان اروپا شده است. قرار بود سال ۲۰۱۷، پس از قهرمانی یوونتوس در اروپا از فوتبال خداحافظی کند که سپس پس از نایب قهرمانی خداحافظی از فوتبال را به سال ۲۰۱۸، موکول کرد. یوونتوس این بار هم در یک چهارم نهایی از اروپا حذف شد، آن هم توسط رئال و پنالتی کریس رونالدو در دقیقه ۹۰ که اعتراضات بوفون را دربرداشت که منجر به اخراج وی شد. وی معتقد بود که آن صحنه پنالتی نبود و اخراج وی نیز بی علت بود. درمجموع پایان بدی برای او در اروپا بود؛ همه فکر می‌کردند این آخرین بازی او در اروپاست و بعد از فوتبال خداحافظی می‌کند اما با آمدن به پاری سن ژرمن حضور دوباره اش را سطح اول فوتبال دنیا و ماجراجویی اش برای قهرمانی اروپا دوباره آغاز کرد.
وی در روز ۱۹ می ۲۰۱۸، در دقیقه ۶۳ و در بازی مقابل تیم هلاس ورونا از تیم یوونتوس خداحافظی کرد و به باشگاه پاریس سن ژرمن پیوست. بوفون پس از یک فصل حضور در پاریس سن ژرمن موفق به کسب جام قهرمانی لیگ یک و سوپرکاپ فرانسه شد. او در سال ۲۰۱۸ از این تیم جدا شد. پس از جدایی از پاریس سن ژرمن دوباره به یوونتوس پیوست و گلر دوم باشگاه یوونتوس شد و در فصل ۲۰۲۱، از باشگاه فوتبال یوونتوس جدا شد و به پارما پیوست. در ۲ آگوست ۲۰۲۳، بوفون پس از ۲۸ سال بازی، بازنشستگی خود را درسن ۴۵ سالگی از فوتبال رسماً اعلام کرد.

## افتخارات

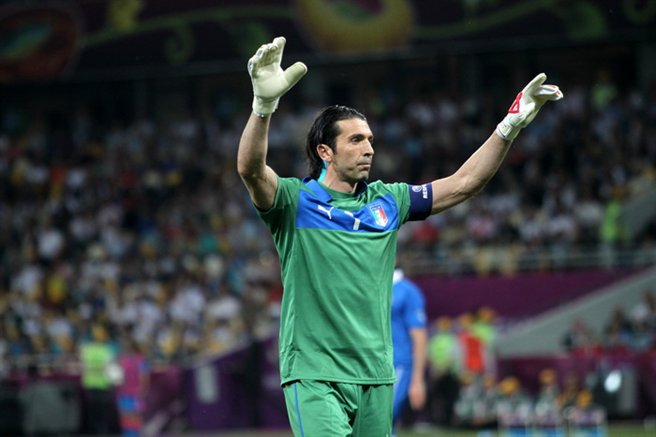
بوفون رکورددار بیشترین بازی در تیم ملی ایتالیا

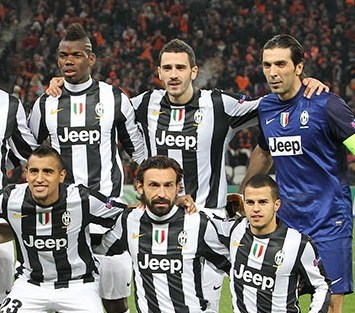
بوفون در ترکیب یوونتوس

### باشگاهی
پارما
- جام حذفی فوتبال ایتالیا(۱): ۹۹–۱۹۹۸
- سوپرجام فوتبال ایتالیا(۱): ۱۹۹۹
- لیگ اروپا(۱): ۱۹۹۹–۱۹۹۸

یوونتوس
- سری آ(۱۰): ۰۲–۲۰۰۱، ۰۳–۲۰۰۲، ۱۳–۲۰۱۱، ۱۳–۲۰۱۲، ۱۴–۲۰۱۳، ۱۵–۲۰۱۴، ۱۶–۲۰۱۵، ۱۷–۲۰۱۶، ۱۸–۲۰۱۷، ۲۰–۲۰۱۹
- سری بی(۱): ۰۷–۲۰۰۶
- کوپا ایتالیا(۵): ۱۵–۲۰۱۴، ۱۶–۲۰۱۵، ۱۶–۲۰۱۶، ۱۸–۲۰۱۷، ۲۱–۲۰۲۰
- سوپرجام فوتبال ایتالیا(۶): ۲۰۰۲، ۲۰۰۳، ۲۰۱۲، ۲۰۱۳، ۲۰۱۵، ۲۰۲۰
- لیگ قهرمانان اروپا: ۲۰۰۳–۲۰۲۰، ۲۰۱۵–۲۰۱۴، ۲۰۱۷–۲۰۱۶ (نایب قهرمان)

پاری سن ژرمن
- لیگ ۱(۱): ۱۹–۲۰۱۸
- سوپر جام فوتبال فرانسه(۱): ۲۰۱۸

### ملی
ایتالیا
- جام جهانی فوتبال(۱): ۲۰۰۶
- جام ملت‌های اروپا: ۲۰۱۲ (نایب قهرمان)
- جام کنفدراسیون‌ها: ۲۰۱۳ (سوم)

### شخصی
- جایزه براوو: ۱۹۹۹
- بهترین دروازه‌بان اروپا: ۲۰۰۳، ۲۰۱۶، ۲۰۱۷
- دروازه‌بان سال باشگاه‌های یوفا: ۰۳–۲۰۰۲، ۱۷–۲۰۱۶[۵]
- بهترین بازیکن سال یوفا: ۰۳–۲۰۰۲
- عضو فیفا ۱۰۰
- عضو تیم منتخب جام جهانی ۲۰۰۶
- بهترین دروازه‌بان جام جهانی ۲۰۰۶
- توپ طلای اروپا دوم: ۲۰۰۶
- دروازه‌بان سال سری آ جایزه: ۱۹۹۹, ۲۰۰۱, ۲۰۰۲, ۲۰۰۳, ۲۰۰۵, ۲۰۰۶, ۲۰۰۸, ۲۰۱۲, ۲۰۱۴, ۲۰۱۵, ۲۰۱۶, ۲۰۱۷
- عضو تیم سال یوفا: تیم سال یوفا، تیم سال یوفا، تیم سال یوفا
- جایزه فدراسیون بین‌المللی فوتبال حرفه‌ای: ۲۰۰۶, ۲۰۰۷
- بهترین دروازه‌بان جهان (فدراسیون بین‌المللی تاریخ و آمار فوتبال):۲۰۰۳, ۲۰۰۴, ۲۰۰۶, ۲۰۰۷, ۲۰۱۷
- فدراسیون بین‌المللی تاریخ و آمار فوتبال
- بهترین دروازه‌بان دهه: ۲۰۰۰–۲۰۱۰[۶]
- فدراسیون بین‌المللی تاریخ و آمار فوتبال بهترین دروازه‌بان ۲۵ سال اخیر: ۲۰۱۰[۷]
- فدراسیون بین‌المللی تاریخ و آمار فوتبال بهترین دروازه‌بان قرن ۲۱[۸]
- ستارگان تیم‌های فینالیست جام ملت‌های اروپا: ۲۰۰۸, ۲۰۱۲
- تیم سال سری آ ایتالیا: ۲۰۱۲، ۲۰۱۴
- تیم فصل لیگ اروپا: ۲۰۱۳–۱۴[۹]

نشان‌ها
- پارما ۱۹۹۸_۲۰۰۱
- یونتوس ۲۰۰۱_۲۰۱۹
- باشگاه فوتبال پاری سن-ژرمن ۲۰۱۹–۲۰۲۰
- یونتوس ۲۰۲۰–۲۰۲۱
- ربان شایستگی ورزشی: ۲۰۰۶

-  نشان شایستگی از جمهوری ایتالیا: ۲۰۰۶ با حکم دادگاه در پرونده کالچو پولی این دو قهرمانی از یوونتوس گرفته شد.

## دستاوردها
فیفا وی را در سال ۲۰۱۰، بهترین دروازه‌بان ۲۴ سال گذشته جهان و همچنین بهترین سنگربان قرن ۲۱ معرفی کرد.
وی گرانترین دروازه‌بان جهان بعد از ادرسون دروازه‌بان منچستر سیتی نیز می‌باشد که با رقم سرسام‌آور ۵۴٫۲ میلیون یورو در سال ۲۰۰۱، شماره ۱ یوونتوس شد.
وی در مسابقات یورو ۲۰۰۴ و یورو ۲۰۰۸ حاضر بوده است. او در یورو ۲۰۰۸، به دلیل مصدومیت فابیو کاناوارو کاپیتان ایتالیا بود. او بهترین دروازه‌بان جام جهانی ۲۰۰۶ شناخته شد.
بوفون تاکنون ۱۰ بار بهترین دروازه‌بان سری آ و ۵ بار بهترین دروازه‌بان جهان را در کارنامهٔ شخصی اش دارا می‌باشد.
رکورد گران‌ترین دروازه‌بان تاریخ (از پارما به یووه) و گرانترین خرید تاریخ باشگاه یوونتوس پس از هیگواین و رونالدو نیز در اختیار بوفون است.
وی توانسته به رکورد بیش از پانصد کلین شیت برسد
وی در سال ۲۰۰۶، توانست نفر دوم توپ طلا شود.
وی بیشترین بازی با پیراهن تیم ملی ایتالیا را با ۱۷۵ بازی نیز در کارنامهٔ خویش دارد. او در فصل ۲۰۱۵–۲۰۱۶، رکورد بیشترین تعداد و بیشترین زمان بسته نگاه داشتن دروازه در سری آ را شکست. این رکورد پیش از این در اختیار دروازه‌بان روسی میلان بود.

## زندگی شخصی
بوفون در یک خانواده ورزشی متولد شد پدرش وزنه‌بردار بود و مادرش نیز پرتاب دیسک و خواهرانش قهرمانان تیم ملی والیبال ایتالیا بودند. لورنزو بوفون دروازه‌بان سابق ایتالیا هم پسر عموی پدربزرگ وی بوده است. بوفون یک کاتولیک است. بوفون در سال ۲۰۱۱ با النا سره‌دووا ازدواج کرد. او از این ازدواج دارای دو فرزند به نام‌های لوییس توماس و دیوید لی شد. در سال ۲۰۱۴ جیجی اعلام کرد که پس از سه سال زندگی مشترک از همسرش جدا شده است. او در سال ۲۰۱۵ با ایلاریا دامیکو مجری و ژورنالیست ایتالیایی ازدواج کرد. در ژانویه ۲۰۱۶ آن‌ها اعلام کردند که تولد پسرشان لئوپولدو ماتیا نزدیک است.